# Johan Afzelius
Johan Afzelius, född 13 juni 1753 i Larvs prästgård i Västergötland, död 20 maj 1837 i Uppsala, var en svensk kemist, son till Arvid Afzelius och bror till Adam Afzelius och Pehr von Afzelius.

## Biografi
Afzelius tog den filosofiska graden 1776, blev docent under Torbern Bergman 1777, utnämndes, efter någon tids föregående tjänstgöring i Bergskollegium, till adjunkt och laborator vid Uppsala universitet 1780 samt till professor i kemi 1784. Han efterlämnade endast få originalarbeten i kemi. Mest betydande är hans undersökning av myrsyran, vars olikhet med ättiksyran han påvisade. Med sina betydande insikter i kemi förenade han en tämligen vidsträckt allmän lärdom. Hans dyrbara mineralsamling utgör en viktig del av Uppsala universitets rikhaltiga mineraliekabinett. 
Afzelius var i sin ungdom medlem i det år 1769 grundade Svenska Topographiska Sällskapet i Skara, som bedrev studier i naturalhistoria. Han invaldes 1801 som ledamot nummer 303 av Kungliga Vetenskapsakademien.

### Fotnoter
1. 1 2 3 4 5 6  Johan (Jan) Afzelius, Svenskt biografiskt lexikon, Svenskt Biografiskt Lexikon-ID: 5585.[källa från Wikidata]
2. ↑  Svenskagravar.se, läs online, läst: 9 augusti 2019.[källa från Wikidata]